# Liste der Nummer-eins-Hits in Spanien (1995)
Dies ist eine Liste der Nummer-eins-Hits in Spanien im Jahr 1995. Sie basiert auf den offiziellen Chartlisten der Asociación Fonográfica y Videográfica de España (AFYVE, heute Promusicae), der spanischen Landesgruppe der IFPI.

## Singles
| | Liste der Nummer-eins-Hits in Spanien | Liste der Nummer-eins-Hits in Spanien | Liste der Nummer-eins-Hits in Spanien                                               | 1996 → |
| \| Zeitraum \| Wo. ges. \| Interpret \| Titel Autor(en) \| Zusätzliche Informationen \| \| (Zeitraum, Wochen auf Platz eins, Interpret, Titel, Autor[en], zusätzliche Informationen) \| \| \| \| \| \| ----------------------------------------------------------------------------------------- \| -------- \| ----------------------- \| ----------------------------------------------------------------------------------- \| ------------------------------------------------------------------------------------------------------------------------------------------------------------------------------------------------------------------------------------------------------------------------------------------------------------------------------------------------------------------------ \| \| 25. Dezember 1994 – 1. Januar 1995 2 Wochen \| 2 \| Kike Boy \| Generación X Enrique Pascual López Mejía, José Ramón López Fernández \| – \| \| 2. Januar 1995 – 22. Januar 1995 3 Wochen (insgesamt 9) \| 9 \| Ororo \| Zombie Dolores Mary O’Riordan \| Das spanische Musikprojekt knüpfte an die Erfolge der Dance-Remakes aus dem Vorjahr an und verwandelte diesmal einen aktuellen Hit der irischen Cranberries in einen tanzbaren Hit. Mit einem zweiten Cranberries-Hit, Ode to My Family, hatten die Produzenten keinen weiteren Erfolg, dafür mit weiteren Songs unter anderen Projektnamen wie Status und Good Boys.[1] \| \| 23. Januar 1995 – 29. Januar 1995 1 Woche \| 1 \| Cabballero \| Dancing with Tears in My Eyes Midge Ure, Warren Cann, Billy Currie, Chris Cross \| Zum zweiten Mal innerhalb eines Jahres ist das Musikprojekt mit einer Danceversion eines Ultravox-Hits auf Platz 1 in Spanien. \| \| 30. Januar 1995 – 12. Februar 1995 2 Wochen (insgesamt 9) \| 9 \| Ororo \| Zombie Dolores Mary O’Riordan \| – \| \| 13. Februar 1995 – 19. Februar 1995 1 Woche \| 1 \| Annie Lennox \| No More ‘I Love You’s’ David Freeman, Joseph Hughes \| – \| \| 20. Februar 1995 – 19. März 1995 4 Wochen (insgesamt 9) \| 9 \| Ororo \| Zombie Dolores Mary O’Riordan \| – \| \| 20. März 1995 – 2. April 1995 2 Wochen \| 2 \| G.E.M. \| Quiero volar Stefano Secchi, Alessandro Sangiorgio, Germano Martucci, Enrico Buatti \| – \| \| 3. April 1995 – 9. April 1995 1 Woche \| 1 \| Take That \| Back for Good Gary Barlow \| – \| \| 10. April 1995 – 16. April 1995 1 Woche \| 1 \| JX \| You Belong to Me Jake Williams \| – \| \| 17. April 1995 – 28. Mai 1995 6 Wochen \| 6 \| Scatman John \| Scatman (Ski-Ba-Bop-Ba-Dop-Bop) John Paul Larkin, Antonio Nunzio Catania \| – \| \| 29. Mai 1995 – 25. Juni 1995 4 Wochen \| 4 \| Michael & Janet Jackson \| Scream James Harris, Terry Lewis, Michael Jackson, Janet Jackson \| – \| \| 26. Juni 1995 – 23. Juli 1995 4 Wochen \| 4 \| Scatman John \| Scatman’s World John Paul Larkin, Antonio Nunzio Catania \| – \| \| 24. Juli 1995 – 30. Juli 1995 1 Woche \| 1 \| Sensity World \| Get It Up John Fannon \| Das dritte Dance-Remake des Jahres auf Platz eins, hinter dem der Spanier Víctor Grafia steckt, hatte einen eher unbekannten Song der US-Band New England als Grundlage. \| \| 31. Juli 1995 – 13. August 1995 2 Wochen \| 2 \| Take That \| Never Forget Gary Barlow \| – \| \| 14. August 1995 – 27. August 1995 2 Wochen \| 2 \| Proyecto Uno \| El tiburón Nelson Zapata, John G. Wilson, Pavel Antonio de Jesús \| – \| \| 28. August 1995 – 17. September 1995 3 Wochen \| 3 \| 2 Fabiola \| Play This Song Oliver Adams, Patrick Claesen \| – \| \| 18. September 1996 – 1. Oktober 1996 2 Wochen \| 2 \| EX-3 \| Extres Alex Castellano, David Amo, Julio Navas \| EX-3 steht auch für estrés, spanisch für Stress. Es war die Debütsingle der Vertreter des Mákina, der spanischen Hardcore-Techno-Variante. \| \| 2. Oktober 1995 – 5. November 1995 5 Wochen \| 5 \| Sin with Sebastian \| Shut Up (And Sleep with Me) Sebastian Roth \| – \| \| 6. November 1995 – 19. November 1995 2 Wochen \| 2 \| Whitney Houston \| Exhale (Shoop Shoop) Kenneth B. Edmonds \| – \| \| 20. November 1995 – 26. November 1995 1 Woche \| 1 \| Ricardo F. \| Chasis Ricardo Forns García, Julio Posadas Gilabert \| – \| \| 27. November 1995 – 3. Dezember 1995 1 Woche (insgesamt 2) \| 2 \| Corona \| I Don’t Wanna Be a Star Francesco Bontempi, Antonia Bottari, Ivana Spagna \| – \| \| 4. Dezember 1995 – 17. Dezember 1995 2 Wochen \| 2 \| Viva \| Nirvana \| – \| \| 18. Dezember 1995 – 24. Dezember 1995 1 Woche (insgesamt 2) \| 2 \| Corona \| I Don’t Wanna Be a Star Francesco Bontempi, Antonia Bottari, Ivana Spagna \| – \| \| 25. Dezember 1995 – 31. Dezember 1995 1 Woche \| 1 \| Alexia \| Me and You Roberto Zanetti, Alessia Aquilani \| – \| |                                       |                                       |                                                                                     | |
| |                                       |                                       |                                                                                     | → 1996 → |
| Zeitraum | Wo. ges.                              | Interpret                             | Titel Autor(en)                                                                     | Zusätzliche Informationen |
| (Zeitraum, Wochen auf Platz eins, Interpret, Titel, Autor[en], zusätzliche Informationen) |                                       |                                       |                                                                                     | |
| 25. Dezember 1994 – 1. Januar 1995 2 Wochen | 2                                     | Kike Boy                              | Generación X Enrique Pascual López Mejía, José Ramón López Fernández                | – |
| 2. Januar 1995 – 22. Januar 1995 3 Wochen (insgesamt 9) | 9                                     | Ororo                                 | Zombie Dolores Mary O’Riordan                                                       | Das spanische Musikprojekt knüpfte an die Erfolge der Dance-Remakes aus dem Vorjahr an und verwandelte diesmal einen aktuellen Hit der irischen Cranberries in einen tanzbaren Hit. Mit einem zweiten Cranberries-Hit, Ode to My Family, hatten die Produzenten keinen weiteren Erfolg, dafür mit weiteren Songs unter anderen Projektnamen wie Status und Good Boys. |
| 23. Januar 1995 – 29. Januar 1995 1 Woche | 1                                     | Cabballero                            | Dancing with Tears in My Eyes Midge Ure, Warren Cann, Billy Currie, Chris Cross     | Zum zweiten Mal innerhalb eines Jahres ist das Musikprojekt mit einer Danceversion eines Ultravox-Hits auf Platz 1 in Spanien. |
| 30. Januar 1995 – 12. Februar 1995 2 Wochen (insgesamt 9) | 9                                     | Ororo                                 | Zombie Dolores Mary O’Riordan                                                       | – |
| 13. Februar 1995 – 19. Februar 1995 1 Woche | 1                                     | Annie Lennox                          | No More ‘I Love You’s’ David Freeman, Joseph Hughes                                 | – |
| 20. Februar 1995 – 19. März 1995 4 Wochen (insgesamt 9) | 9                                     | Ororo                                 | Zombie Dolores Mary O’Riordan                                                       | – |
| 20. März 1995 – 2. April 1995 2 Wochen | 2                                     | G.E.M.                                | Quiero volar Stefano Secchi, Alessandro Sangiorgio, Germano Martucci, Enrico Buatti | – |
| 3. April 1995 – 9. April 1995 1 Woche | 1                                     | Take That                             | Back for Good Gary Barlow                                                           | – |
| 10. April 1995 – 16. April 1995 1 Woche | 1                                     | JX                                    | You Belong to Me Jake Williams                                                      | – |
| 17. April 1995 – 28. Mai 1995 6 Wochen | 6                                     | Scatman John                          | Scatman (Ski-Ba-Bop-Ba-Dop-Bop) John Paul Larkin, Antonio Nunzio Catania            | – |
| 29. Mai 1995 – 25. Juni 1995 4 Wochen | 4                                     | Michael & Janet Jackson               | Scream James Harris, Terry Lewis, Michael Jackson, Janet Jackson                    | – |
| 26. Juni 1995 – 23. Juli 1995 4 Wochen | 4                                     | Scatman John                          | Scatman’s World John Paul Larkin, Antonio Nunzio Catania                            | – |
| 24. Juli 1995 – 30. Juli 1995 1 Woche | 1                                     | Sensity World                         | Get It Up John Fannon                                                               | Das dritte Dance-Remake des Jahres auf Platz eins, hinter dem der Spanier Víctor Grafia steckt, hatte einen eher unbekannten Song der US-Band New England als Grundlage. |
| 31. Juli 1995 – 13. August 1995 2 Wochen | 2                                     | Take That                             | Never Forget Gary Barlow                                                            | – |
| 14. August 1995 – 27. August 1995 2 Wochen | 2                                     | Proyecto Uno                          | El tiburón Nelson Zapata, John G. Wilson, Pavel Antonio de Jesús                    | – |
| 28. August 1995 – 17. September 1995 3 Wochen | 3                                     | 2 Fabiola                             | Play This Song Oliver Adams, Patrick Claesen                                        | – |
| 18. September 1996 – 1. Oktober 1996 2 Wochen | 2                                     | EX-3                                  | Extres Alex Castellano, David Amo, Julio Navas                                      | EX-3 steht auch für estrés, spanisch für Stress. Es war die Debütsingle der Vertreter des Mákina, der spanischen Hardcore-Techno-Variante. |
| 2. Oktober 1995 – 5. November 1995 5 Wochen | 5                                     | Sin with Sebastian                    | Shut Up (And Sleep with Me) Sebastian Roth                                          | – |
| 6. November 1995 – 19. November 1995 2 Wochen | 2                                     | Whitney Houston                       | Exhale (Shoop Shoop) Kenneth B. Edmonds                                             | – |
| 20. November 1995 – 26. November 1995 1 Woche | 1                                     | Ricardo F.                            | Chasis Ricardo Forns García, Julio Posadas Gilabert                                 | – |
| 27. November 1995 – 3. Dezember 1995 1 Woche (insgesamt 2) | 2                                     | Corona                                | I Don’t Wanna Be a Star Francesco Bontempi, Antonia Bottari, Ivana Spagna           | – |
| 4. Dezember 1995 – 17. Dezember 1995 2 Wochen | 2                                     | Viva                                  | Nirvana                                                                             | – |
| 18. Dezember 1995 – 24. Dezember 1995 1 Woche (insgesamt 2) | 2                                     | Corona                                | I Don’t Wanna Be a Star Francesco Bontempi, Antonia Bottari, Ivana Spagna           | – |
| 25. Dezember 1995 – 31. Dezember 1995 1 Woche | 1                                     | Alexia                                | Me and You Roberto Zanetti, Alessia Aquilani                                        | – |

## Alben
| | Liste der Nummer-eins-Hits in Spanien | Liste der Nummer-eins-Hits in Spanien | Liste der Nummer-eins-Hits in Spanien | 1996 → |
| \| Zeitraum \| Wo. ges. \| Interpret \| Titel \| Zusätzliche Informationen \| \| (Zeitraum, Wochen auf Platz eins, Interpret, Titel, zusätzliche Informationen) \| \| \| \| \| \| ------------------------------------------------------------------------------ \| -------- \| -------------------- \| ------------------------------- \| ------------------------------------------------------------------------------------------------------------------------------------------------------------------------------------------------------ \| \| 2. Januar 1995 – 29. Januar 1995 4 Wochen (insgesamt 6) \| 6 \| Laura Pausini \| Laura Pausini \| – \| \| 30. Januar 1995 – 5. Februar 1995 1 Woche (insgesamt 7) \| 7 \| The Cranberries \| No Need to Argue \| – \| \| 6. Februar 1995 – 19. Februar 1995 2 Wochen (insgesamt 6) \| 6 \| Laura Pausini \| Laura Pausini \| – \| \| 20. Februar 1995 – 26. Februar 1995 1 Woche (insgesamt 7) \| 7 \| The Cranberries \| No Need to Argue \| – \| \| 27. Februar 1995 – 2. April 1995 5 Wochen \| 5 \| Bruce Springsteen \| Greatest Hits \| – \| \| 3. April 1995 – 7. Mai 1995 5 Wochen (insgesamt 7) \| 7 \| The Cranberries \| No Need to Argue \| – \| \| 8. Mai 1995 – 28. Mai 1995 3 Wochen \| 3 \| Alejandro Sanz \| Alejandro Sanz 3 \| – \| \| 29. Mai 1995 – 25. Juni 1995 4 Wochen (insgesamt 7) \| 7 \| Antonio Flores \| Cosas mías \| Der Sohn von Lola Flores war kurz zuvor mit 33 Jahren gestorben. Nach dem Tod seiner Mutter hatte er eine Überdosis Schlaftabletten genommen. Das Album verkaufte sich über eine halbe Million Mal.[2] \| \| 26. Juni 1995 – 13. August 1995 7 Wochen \| 7 \| Julio Iglesias \| La carretera \| – \| \| 14. August 1995 – 3. September 1995 3 Wochen (insgesamt 7) \| 7 \| Antonio Flores \| Cosas mías \| – \| \| 4. September 1995 – 17. September 1995 2 Wochen (insgesamt 3) \| 3 \| El Último de la Fila \| La rebelión de los hombres rana \| Es war das siebte und letzte gemeinsame Album von Manolo García und Quimi Portet, die danach solo weitermachten. \| \| 18. September 1995 – 24. September 1995 1 Woche \| 1 \| Héroes del Silencio \| Avalancha \| – \| \| 25. September 1995 – 1. Oktober 1995 1 Woche (insgesamt 3) \| 3 \| El Último de la Fila \| La rebelión de los hombres rana \| – \| \| 2. Oktober 1995 – 5. November 1995 5 Wochen (insgesamt 17) \| 17 \| Gloria Estefan \| Abriendo puertas \| – \| \| 6. November 1995 – 12. November 1995 1 Woche (insgesamt 2) \| 2 \| Queen \| Made in Heaven \| – \| \| 13. November 1995 – 19. November 1995 1 Woche (insgesamt 3) \| 3 \| Nino Bravo \| 50 aniversario \| Obwohl der Sänger aus Valencia bereits 1973 gestorben war, erreichte diese Kompilation aus Anlass seines 50. Geburtstags Platz eins der spanischen Charts. \| \| 20. November 1995 – 26. November 1995 1 Woche (insgesamt 2) \| 2 \| Queen \| Made in Heaven \| – \| \| 27. November 1995 – 10. Dezember 1995 2 Wochen (insgesamt 3) \| 3 \| Nino Bravo \| 50 aniversario \| – \| \| 11. Dezember 1995 – 25. Dezember 1995 2 Wochen \| 2 \| Enya \| The Memory of Trees \| – \| \| 26. Dezember 1995 – 25. Februar 1996 9 Wochen (insgesamt 17) \| 17 \| Gloria Estefan \| Abriendo puertas \| – \| |                                       |                                       |                                       | |
| |                                       |                                       |                                       | → 1996 → |
| Zeitraum | Wo. ges.                              | Interpret                             | Titel                                 | Zusätzliche Informationen |
| (Zeitraum, Wochen auf Platz eins, Interpret, Titel, zusätzliche Informationen) |                                       |                                       |                                       | |
| 2. Januar 1995 – 29. Januar 1995 4 Wochen (insgesamt 6) | 6                                     | Laura Pausini                         | Laura Pausini                         | – |
| 30. Januar 1995 – 5. Februar 1995 1 Woche (insgesamt 7) | 7                                     | The Cranberries                       | No Need to Argue                      | – |
| 6. Februar 1995 – 19. Februar 1995 2 Wochen (insgesamt 6) | 6                                     | Laura Pausini                         | Laura Pausini                         | – |
| 20. Februar 1995 – 26. Februar 1995 1 Woche (insgesamt 7) | 7                                     | The Cranberries                       | No Need to Argue                      | – |
| 27. Februar 1995 – 2. April 1995 5 Wochen | 5                                     | Bruce Springsteen                     | Greatest Hits                         | – |
| 3. April 1995 – 7. Mai 1995 5 Wochen (insgesamt 7) | 7                                     | The Cranberries                       | No Need to Argue                      | – |
| 8. Mai 1995 – 28. Mai 1995 3 Wochen | 3                                     | Alejandro Sanz                        | Alejandro Sanz 3                      | – |
| 29. Mai 1995 – 25. Juni 1995 4 Wochen (insgesamt 7) | 7                                     | Antonio Flores                        | Cosas mías                            | Der Sohn von Lola Flores war kurz zuvor mit 33 Jahren gestorben. Nach dem Tod seiner Mutter hatte er eine Überdosis Schlaftabletten genommen. Das Album verkaufte sich über eine halbe Million Mal. |
| 26. Juni 1995 – 13. August 1995 7 Wochen | 7                                     | Julio Iglesias                        | La carretera                          | – |
| 14. August 1995 – 3. September 1995 3 Wochen (insgesamt 7) | 7                                     | Antonio Flores                        | Cosas mías                            | – |
| 4. September 1995 – 17. September 1995 2 Wochen (insgesamt 3) | 3                                     | El Último de la Fila                  | La rebelión de los hombres rana       | Es war das siebte und letzte gemeinsame Album von Manolo García und Quimi Portet, die danach solo weitermachten.                                                                                    |
| 18. September 1995 – 24. September 1995 1 Woche | 1                                     | Héroes del Silencio                   | Avalancha                             | – |
| 25. September 1995 – 1. Oktober 1995 1 Woche (insgesamt 3) | 3                                     | El Último de la Fila                  | La rebelión de los hombres rana       | – |
| 2. Oktober 1995 – 5. November 1995 5 Wochen (insgesamt 17) | 17                                    | Gloria Estefan                        | Abriendo puertas                      | – |
| 6. November 1995 – 12. November 1995 1 Woche (insgesamt 2) | 2                                     | Queen                                 | Made in Heaven                        | – |
| 13. November 1995 – 19. November 1995 1 Woche (insgesamt 3) | 3                                     | Nino Bravo                            | 50 aniversario                        | Obwohl der Sänger aus Valencia bereits 1973 gestorben war, erreichte diese Kompilation aus Anlass seines 50. Geburtstags Platz eins der spanischen Charts.                                          |
| 20. November 1995 – 26. November 1995 1 Woche (insgesamt 2) | 2                                     | Queen                                 | Made in Heaven                        | – |
| 27. November 1995 – 10. Dezember 1995 2 Wochen (insgesamt 3) | 3                                     | Nino Bravo                            | 50 aniversario                        | – |
| 11. Dezember 1995 – 25. Dezember 1995 2 Wochen | 2                                     | Enya                                  | The Memory of Trees                   | – |
| 26. Dezember 1995 – 25. Februar 1996 9 Wochen (insgesamt 17) | 17                                    | Gloria Estefan                        | Abriendo puertas                      | – |